# Judas TheaterProducties
Judas TheaterProducties vzw werd in 2000 opgericht in Lier en werd in 2006 omgevormd tot een professioneel Vlaams musicalhuis. The Last Five Years, Ganesha, Lelies, Josephine B. en Pauline & Paulette zijn producties van het huis. De afgelopen jaren won het productiehuis diverse Vlaamse Musical Prijzen, waaronder drie keer de prijs voor beste musical. Sinds 1 januari 2013 wordt Judas TheaterProducties structureel gesubsidieerd door de Vlaamse Overheid. Met Lelies maakte het productiehuis in de lente van 2015 voor de eerste keer de oversteek naar Nederland.
Op 1 juli 2016 raakte bekend dat Judas geen structurele subsidies zou krijgen van de Vlaamse Overheid voor de periode 2017 - 2021. Door het verlies van de structurele subsidies, is de toekomst van het Musicalhuis onbekend. Na een benefietavond in Theater Elckerlyc te Antwerpen, besloot het musicalhuis om verder te werken, maar in afgeslankte vorm. In 2017 stond de musical "Goodbye, Norma Jeane", een nieuwe creatie over het leven van Marilyn Monroe op de planning.

## Overzicht producties
- 2022: Josephine B. (vernieuwde versie)
- 2021: Ganesha (vernieuwde versie)
- 2019: Liedjes van Annie
- 2019:  Iedereen Beroemd

- 2017-2018: Goodbye, Norma Jeane
- 2016-2017: De Rozenoorlog
- 2016: Muerto![3]
- 2016: De Muze van Rubens
- 2015: Lelies in Symfonie
- 2015: Lelies 2.0
- 2014: Pauline & Paulette
- 2013: Josephine B.
- 2012: Schone Schijn
- 2011: Lelies 1.0
- 2011: Onderweg
- 2010: No Nonsense
- 2010: The Musical Songbook
- 2010: Ganesha
- 2009: Je Anne
- 2008: The Last Five Years
- 2007: The party is over

## Overzicht gewonnenVlaamse Musicalprijzen
Onderstaand overzicht is ontleend aan de Lijst van winnaars van een Vlaamse Musicalprijs.
- 2008
  - Beste Musical: The Last Five Years
  - Beste Mannelijke Hoofdrol: Jan Schepens in The Last Five Years
  - Beste Vrouwelijke Hoofdrol: Ann Van den Broeck in The Last Five Years
  - Beste Inhoudelijke Prestatie: Pol Vanfleteren voor zijn arrangementen van The Last Five Years
- 2010
  - Beste Musical: Ganesha
  - Beste Regie: Martin Michel voor zijn regie van Ganesha
  - Beste Vrouwelijke Hoofdrol: Karin Jacobs in Ganesha
  - Beste Inhoudelijke Prestatie: Allard Blom voor het scenario en de liedteksten van Ganesha
  - Beste Creatieve Prestatie: Harry De Neve voor de digitale scenografie van Ganesha
- 2012
  - Beste Musical: Lelies
  - Beste Regie: Martin Michel voor zijn regie van Lelies
  - Beste Mannelijke Bijrol: Leendert De Vis in Lelies
  - Aanstormend Talent: Matthew Michel in Lelies
  - Beste Inhoudelijke Prestatie: Sam Verhoeven voor de muziek van Lelies

'14-'18 · '40-'45 (België) · '40-'45 (Nederland) · De 3 Biggetjes · 3 Musketiers · Aida · Alice in Wonderland · A xXxmas Carola · Anatevka · Assepoester · Belle en het Beest · Billie Holiday · Bloedbroeders · The Bodyguard · Cabaret · Camelot · Cats · Chicago · Ciske de Rat · Cyrano de Bergerac · De Schone van Boskoop · Daens · Dirty Dancing · Doe Maar! · Domino · Doornroosje · Dracula · Drood · Elisabeth · Evita · Fame · De Finale · Flashdance · Foxtrot · Goodbye, Norma Jeane · Grease · Hair · High School Musical · De Jantjes · Jekyll & Hyde · Jersey Boys · Jesus Christ Superstar · Kadanza · De kleine zeemeermin · Koning van Katoren · Kruimeltje · Kuifje: De Zonnetempel · Kunt u mij de weg naar Hamelen vertellen, mijnheer? · The Last Five Years · Lelies · The Lion King · The Little Mermaid · Love Story · Lover of Loser · Mamma Mia! · De man van La Mancha · Mary Poppins · Les Misérables · Miss Saigon · Muerto! · De Muze van Rubens · My Fair Lady · On Your Feet! · Op hoop van Zegen · Oorlogswinter · The Passion · Pauline & Paulette · The Phantom of the Opera · Pinokkio · Red Star Line · Rembrandt · Robin Hood · Romeo en Julia, van Haat tot Liefde · De Rozenoorlog · Shhh...it happens! · Shrek · Soldaat van Oranje · Spring Awakening · De sprookjesmusical Klaas Vaak · Sneeuwwitje · The Sound of Music · Tarzan · Titanic · Turks fruit · Urinetown · De Vliegende Hollander · Wat Zien Ik?! · Wicked · The Wild Party · The Wiz · Wickie de viking de musical
    Portaal Musical